# Phoriospongia solida
Phoriospongia solida är en svampdjursart som beskrevs av Marshall 1880. Phoriospongia solida ingår i släktet Phoriospongia och familjen Chondropsidae.
Artens utbredningsområde är havet kring Australien. Inga underarter finns listade i Catalogue of Life.